# Coregonus trybomi
Coregonus trybomi là một loài cá hồi trắng thuộc họ Cá hồi, được Gunnar Svärdson miêu tả năm 1979. Nó là loài cá cisco đẻ trứng vào mùa xuân, có thể đã tiến hóa từ Coregonus albula, độc lập với một số loài sống trong các hồ ở Thụy Điển.